# Orthida
Orthida è un ordine di Brachiopodi estinti appartenenti al subphylum Rhynchonelliformea. Sono apparsi nel Cambriano inferiore e si sono estremamente diversificati durante l'Ordoviciano, con varietà che hanno raggiunto i 5 cm di larghezza. Si tratta del gruppo più antico del subphylum Rhynchonelliformea; è quindi l'ordine dal quale si diramano tutti i brachiopodi successivi di questo gruppo.
Hanno spesso esternamente coste radiali e solchi. Tipicamente hanno una sola valva, spesso quella brachiale (dorsale), la quale risulta più appiattita e dalla struttura interna semplice. In forma, variano da sub-circolare ad ellittica, con valve biconvesse.